# Badminton-Mannschaftseuropameisterschaften
Die Badminton-Mannschaftseuropameisterschaft ist ein von Badminton Europe organisiertes Turnier zur Ermittlung der besten Mannschaft in Europa im Badminton. Die Mannschaftstitelkämpfe werden seit 1972 ausgespielt. Die Mannschaft setzt sich aus Damen und Herren, ähnlich wie im Sudirman Cup, zusammen. Es wird je Match eine Partie in jeder Disziplin ausgespielt. Die gemischten Mannschaften waren bis 2008 den Einzeltitelkämpfen angegliedert. Seit 2009 werden sie in einer separaten Veranstaltung ausgetragen. In den geraden Jahren finden seit 2006 auch Titelkämpfe für reine Herren- und Damenmannschaften statt. Diese Europameisterschaft war vorher die europäische Endrunde für den Thomas Cup der Herren bzw. den Uber Cup der Damen. Hier werden je Match 3 Einzel und 2 Doppel ausgetragen. In der Gruppenphase werden alle Spiele ausgetragen, danach ist das Match beendet, sowie eine Mannschaft 3 Siegpunkte erreicht hat.

## Gemischte Mannschaften

### Austragungsorte
| Jahr | Ort          | Land        |
| ---- | ------------ | ----------- |
| 1972 | Karlskrona   | Schweden    |
| 1974 | Wien         | Österreich  |
| 1976 | Dublin       | Irland      |
| 1978 | Preston      | England     |
| 1980 | Groningen    | Niederlande |
| 1982 | Böblingen    | Deutschland |
| 1984 | Preston      | England     |
| 1986 | Uppsala      | Schweden    |
| 1988 | Kristiansand | Norwegen    |
| 1990 | Moskau       | Sowjetunion |
| 1992 | Glasgow      | Schottland  |
| 1994 | Den Bosch    | Niederlande |
| 1996 | Herning      | Dänemark    |
| 1998 | Sofia        | Bulgarien   |
| 2000 | Glasgow      | Schottland  |

| Jahr | Ort             | Land          |
| ---- | --------------- | ------------- |
| 2002 | Malmö           | Schweden      |
| 2004 | Genf            | Schweiz       |
| 2006 | Den Bosch       | Niederlande   |
| 2008 | Herning         | Dänemark      |
| 2009 | Liverpool       | England       |
| 2011 | Amsterdam       | Niederlande   |
| 2013 | Ramenskoje      | Russland      |
| 2015 | Leuven          | Belgien       |
| 2017 | Lubin           | Polen         |
| 2019 | Kopenhagen      | Dänemark      |
| 2021 | Vantaa          | Finnland      |
| 2023 | Aire-sur-la-Lys | Frankreich    |
| 2025 | Baku            | Aserbaidschan |
| 2027 |                 |               |
| 2029 |                 |               |

### Medaillengewinner
| Jahr | Gold | Silber | Bronze |
| ---- | --- | --- | --- |
| 1972 | England David Eddy, Ray Stevens, Elliot Stuart, Derek Talbot, Margaret Beck, Gillian Gilks, Judy Hashman, Julie Rickard | Flemming Delfs, Elo Hansen, Klaus Kaagaard, Erland Kops, Annie Bøg Jørgensen, Anne Flindt, Karin Jørgensen, Pernille Kaagaard, Lene Køppen | BR Deutschland Wolfgang Bochow, Willi Braun, Gerhard Kucki, Roland Maywald, Michael Schnaase, Karin Kucki, Brigitte Steden, Marieluise Wackerow, Gudrun Ziebold |
| 1974 | England Ray Stevens, Elliot Stuart, Derek Talbot, Mike Tredgett, Paul Whetnall, Margaret Beck, Nora Gardner, Barbara Giles, Gillian Gilks, Susan Whetnall | Dänemark Flemming Delfs, Elo Hansen, Poul Petersen, Svend Pri, Steen Skovgaard, Anne Flindt Christiansen, Pernille Kaagaard, Lene Køppen, Ulla Strand | Schweden Bengt Fröman, Sture Johnsson, Thomas Kihlström, Claes Nordin, Anette Börjesson, Karin Lindquist, Eva Stuart |
| 1976 | Dänemark Flemming Delfs, Elo Hansen, Steen Skovgaard, Lonny Bostofte, Jette Føge, Lene Køppen, Susanne Mølgaard Hansen | England Ray Stevens, Eddy Sutton, Derek Talbot, Mike Tredgett, Paul Whetnall, Nora Gardner, Barbara Giles, Gillian Gilks, Margaret Lockwood, Susan Whetnall | Schweden Mats Andersson, Bengt Fröman, Sture Johnsson, Thomas Kihlström, Lars Wengberg, Anette Börjesson, Eva Stuart |
| 1978 | England David Eddy, Kevin Jolly, Ray Stevens, Eddy Sutton, Mike Tredgett, Karen Bridge, Nora Perry, Anne Statt, Barbara Sutton, Jane Webster | Dänemark Flemming Delfs, Steen Fladberg, Jesper Helledie, Steen Skovgaard, Inge Borgstrøm, Lonny Bostofte, Lene Køppen, Pia Nielsen, Imre Rietveld Nielsen | Schweden Bengt Fröman, Sture Johnsson, Stefan Karlsson, Thomas Kihlström, Claes Nordin, Anette Börjesson, Britt-Marie Larsson |
| 1980 | Dänemark Flemming Delfs, Morten Frost, Svend Pri, Steen Fladberg, Steen Skovgaard, Lene Køppen, Pia Nielsen, Dorte Kjær, Kirsten Larsen, Anne Skovgaard | England Ray Stevens, Kevin Jolly, Steve Baddeley, Nick Yates, Mike Tredgett, Derek Talbot, Barbara Sutton, Jane Webster, Karen Chapman, Karen Bridge, Nora Perry | Schweden Stefan Karlsson, Thomas Kihlström, Sture Johnsson, Lars Wengberg, Claes Nordin, Bengt Fröman, Anette Börjesson, Lena Axelsson, Christine Magnusson, Karin Lindquist |
| 1982 | England Kevin Jolly, Ray Stevens, Nick Yates, Steve Baddeley, Mike Tredgett, Martin Dew, Andy Goode, Helen Troke, Nora Perry, Jane Webster, Gillian Clark, Gillian Gilks, Karen Bridge | Schweden Torbjörn Pettersson, Stefan Karlsson, Thomas Kihlström, Lars Wengberg, Claes Nordin, Lena Axelsson, Maria Bengtsson, Christine Magnusson, Anette Börjesson | Dänemark Jens Peter Nierhoff, Claus Andersen, Jesper Helledie, Steen Fladberg, Steen Skovgaard, Flemming Delfs, Lene Køppen, Rikke von Sørensen, Pia Nielsen, Anne Skovgaard, Dorte Kjær, Nettie Nielsen |
| 1984 | England Steve Baddeley, Helen Troke, Sally Podger, Karen Beckman, Martin Dew, Mike Tredgett | Dänemark | Schweden |
| 1986 | Dänemark Morten Frost, Ib Frederiksen, Michael Kjeldsen, Torben Carlsen, Steen Fladberg, Jesper Helledie, Mark Christiansen, Michael Kjeldsen, Kirsten Larsen, Charlotte Hattens, Dorte Kjær, Nettie Nielsen, Grete Mogensen, Gitte Paulsen | England Steve Butler, Darren Hall, Andy Goode, Martin Dew, Nigel Tier, Dipak Tailor, Helen Troke, Fiona Elliott, Gillian Clark, Gillian Gowers, Karen Beckman, Sara Halsall, Gillian Gilks, Nora Perry                                                                 | Schweden Jonas Herrgårdh, Ulf Johansson, Stefan Karlsson, Thomas Kihlström, Jan-Eric Antonsson, Pär-Gunnar Jönsson, J. Mellqvist, Christine Magnusson, Maria Bengtsson, Maria Henning, Catherina Andersson |
| 1988 | Dänemark Steen Fladberg, Morten Frost, Michael Kjeldsen, Jens Peter Nierhoff, Jan Paulsen, Henrik Svarrer, Christina Bostofte, Dorte Kjær, Kirsten Larsen, Grete Mogensen, Nettie Nielsen, Gitte Paulsen | Schweden Jan-Eric Antonsson, Peter Axelsson, Pär-Gunnar Jönsson, Jens Olsson, Stefan Karlsson, Catrine Bengtsson, Maria Bengtsson, Christine Magnusson | England Steve Baddeley, Martin Dew, Andy Goode, Darren Hall, Nick Yates, Gillian Clark, Fiona Elliott, Gillian Gilks, Julie Munday, Sara Sankey, Helen Troke |
| 1990 | Dänemark Morten Frost, Max Gandrup, Jon Holst-Christensen, Poul-Erik Høyer Larsen, Jesper Knudsen, Thomas Lund, Jan Paulsen, Henrik Svarrer, Dorte Kjær, Kirsten Larsen, Grete Mogensen, Pernille Nedergaard, Nettie Nielsen, Lotte Olsen | Schweden Jan-Eric Antonsson, Peter Axelsson, Pär-Gunnar Jönsson, Jens Olsson, Mikael Rosén, Catrine Bengtsson, Maria Bengtsson, Christine Magnusson | England Steve Baddeley, Steve Butler, Darren Hall, Nick Ponting, Dave Wright, Gillian Clark, Gillian Gowers, Fiona Smith, Helen Troke |
| 1992 | Schweden | Dänemark | England |
| 1994 | Schweden | Dänemark | England |
| 1996 | Dänemark | Schweden | England |
| 1998 | Dänemark | England | Schweden |
| 2000 | Dänemark Peter Gade, Poul-Erik Høyer Larsen, Kenneth Jonassen, Jens Eriksen, Jesper Larsen, Camilla Martin, Mette Sørensen, Rikke Olsen, Helene Kirkegaard, Michael Søgaard | England | Niederlande |
| 2002 | Dänemark | England | Niederlande |
| 2004 | Dänemark | Niederlande | Deutschland |
| 2006 | Dänemark Niels Christian Kaldau, Mathias Boe, Carsten Mogensen, Thomas Laybourn, Kenneth Jonassen, Jens Eriksen, Peter Gade, Martin Lundgaard Hansen, Tine Rasmussen, Mette Schjoldager, Britta Andersen, Kamilla Rytter Juhl, Lena Frier Kristiansen, Anne Marie Pedersen                                                                            | Niederlande Ruud Bosch, Dicky Palyama, Eric Pang, Koen Ridder, Jürgen Wouters, Mia Audina, Brenda Beenhakker, Judith Meulendijks, Rachel van Cutsen, Paulien van Dooremalen, Yao Jie                                                                                   | England Robert Blair, Aamir Ghaffar, Nathan Robertson, Anthony Clark, Nicholas Kidd, David Lindley, Natalie Munt, Tracey Hallam, Gail Emms, Donna Kellogg, Elizabeth Cann, Joanne Nicholas |
| 2008 | Dänemark | England | Polen |
| 2009 | Dänemark | England | Russland Polen |
| 2011 | Dänemark | Deutschland | Russland England |
| 2013 | Deutschland | Dänemark | Russland England |
| 2015 | Dänemark | England | Russland Deutschland |
| 2017 | Dänemark | Russland | Deutschland England |
| 2019 | Dänemark | Deutschland | Niederlande Russland |
| 2021 | Dänemark | Frankreich | Deutschland Russland |
| 2023 | Dänemark Amalie Magelund, Anders Antonsen, Frederik Søgaard, Kim Astrup, Line Christophersen, Line Kjærsfeldt, Maiken Fruergaard, Mathias Christiansen, Mathias Thyrri, Rasmus Kjær, Sara Thygesen, Viktor Axelsen, Christine Busch, Hans-Kristian Vittinghus, Jeppe Bay, Mikkel Mikkelsen, Rikke S. Hansen                                           | Frankreich Alex Lanier, Anne Tran, Christo Popov, Delphine Delrue, Léonice Huet, Lucas Corvée, Margot Lambert, Qi Xuefei, Ronan Labar, Thom Gicquel, Toma Junior Popov, Camille Pognante, Emilie Vercelot, Flavie Vallet, Lucas Renoir, Malya Hoareau, Téa Margueritte | Deutschland Emma Moszczynski, Fabian Roth, Isabel Lohau, Jan Colin Völker, Jones Ralfy Jansen, Kai Schäfer, Linda Efler, Mark Lamsfuß, Marvin Seidel, Stine Küspert, Yvonne Li, Ann-Kathrin Spöri, Bjarne Geiss, Franziska Volkmann, Leona Michalski, Matthias Kicklitz, Miranda Wilson, Patrick Scheiel, Samuel Hsiao England Abigail Holden, Ben Lane, Callum Hemming, Chloe Birch, Ethan van Leeuwen, Freya Redfearn, Gregory Mairs, Jenny Moore, Johnnie Torjussen, Harry Huang, Lauren Smith, Marcus Ellis, Sean Vendy, Cholan Kayan, Georgina Bland |
| 2025 | Dänemark Anders Antonsen, Kim Astrup, Viktor Axelsen, Rasmus Gemke, Rasmus Kjær, Daniel Lundgaard, Anders Skaarup Rasmussen, Frederik Søgaard, Jesper Toft, Mads Vestergaard, Natasja P. Anthonisen, Mia Blichfeldt, Alexandra Bøje, Christine Busch, Line Christophersen, Maiken Fruergaard, Julie Dawall Jakobsen, Line Kjærsfeldt, Amalie Magelund | Frankreich Eloi Adam, Thom Gicquel, Alex Lanier, Julien Maio, Christo Popov, Toma Junior Popov, Léo Rossi, Delphine Delrue, Léonice Huet, Elsa Jacob, Margot Lambert, Léa Palermo, Camille Pognante, Qi Xuefei, Anna Tatranova                                         | Deutschland Malik Bourakkadi, Bjarne Geiss, Daniel Hess, Jones Ralfy Jansen, Matthias Kicklitz, Kenneth Neumann, Kian-yu Oei, Sanjeevi Padmanabhan Vasudevan, Fabian Roth, Marvin Seidel, Jan Colin Völker, Yvonne Li, Leona Michalski, Thuc Phuong Nguyen, Gloria Poluektov, Franziska Volkmann, Miranda Wilson England Nadeem Dalvi, Rory Easton, Alex Green, Callum Hemming, Harry Huang, Ben Lane, Ethan van Leeuwen, Sean Vendy, Abbygael Harris, Leona Lee, Kirby Ngan, Freya Redfearn, Lizzie Tolman, Estelle van Leeuwen                          |

## Getrennte Herren- und Damenmannschaften

### Austragungsorte
| Jahr | Ort                  | Land         |
| ---- | -------------------- | ------------ |
| 2006 | Thessaloniki         | Griechenland |
| 2008 | Almere               | Niederlande  |
| 2010 | Warschau             | Polen        |
| 2012 | Amsterdam            | Niederlande  |
| 2014 | Basel-Münchenstein   | Schweiz      |
| 2016 | Kasan                | Russland     |
| 2018 | Kasan                | Russland     |
| 2020 | Liévin               | Frankreich   |
| 2022 | Lahti 15. bis 20. 2. | Finnland     |
| 2024 | Łódź                 | Polen        |
| 2026 |                      |              |
| 2028 |                      |              |

### Medaillengewinner
| Jahr | Herrenteam | Herrenteam  | Herrenteam             |             | Damenteam   | Damenteam             | Damenteam |
| Jahr | Gold       | Silber      | Bronze                 | Gold        | Silber      | Bronze                |           |
| ---- | ---------- | ----------- | ---------------------- | ----------- | ----------- | --------------------- | --------- |
| 2006 | Dänemark   | Deutschland | England                | Niederlande | England     | Deutschland           |           |
| 2008 | Dänemark   | England     | Deutschland            | Dänemark    | Niederlande | Deutschland           |           |
| 2010 | Dänemark   | Polen       | Deutschland            | Dänemark    | Russland    | Deutschland           |           |
| 2012 | Dänemark   | Deutschland | England                | Deutschland | Dänemark    | Niederlande           |           |
| 2014 | Dänemark   | England     | Finnland Deutschland   | Dänemark    | Russland    | Bulgarien Deutschland |           |
| 2016 | Dänemark   | Frankreich  | England Deutschland    | Dänemark    | Bulgarien   | Deutschland Spanien   |           |
| 2018 | Dänemark   | England     | Frankreich Deutschland | Dänemark    | Deutschland | Russland Spanien      |           |
| 2020 | Dänemark   | Niederlande | Frankreich Russland    | Dänemark    | Deutschland | Schottland Frankreich |           |
| 2024 | Dänemark   | Frankreich  | Deutschland England    | Dänemark    | Spanien     | Schottland Frankreich |           |